# Pseudogyrtona nigrivitta
Pseudogyrtona nigrivitta är en fjärilsart som beskrevs av George Francis Hampson 1926. Pseudogyrtona nigrivitta ingår i släktet Pseudogyrtona och familjen nattflyn. Inga underarter finns listade.